# Sort (Hiszpania)
Sort – miasto w Hiszpanii w północnej Katalonii, w prowincji Lleida siedziba comarki Pallars Sobirà nad rzeką Noguera Pallaresa, będącej dopływem Segre. 